# 徳渕真利子
徳渕真利子（とくぶち まりこ、1984年1月 - ）はジェイアール東海パッセンジャーズに勤務していた東海道新幹線の元パーサー。
2004年3月、日本外国語専門学校ホテル学科卒業。血液型はB型。趣味はショッピング、国内旅行、お菓子作り。

## 人物・来歴
父親の仕事の都合で子供の頃から転校を繰り返し、新幹線に興味を持つ。
日本外国語専門学校を卒業し、名門外資系ホテルに就職するものの、その実態に失望して退職。
その後、情報誌で「新幹線パーサー」の仕事を見つけ2005年1月にアルバイトパーサーとして入社。
2005年12月に正社員登用、その年の職場での売り上げ成績がNo.1となる。
2006年8月13日に朝日新聞の「天声人語」で紹介される。2023年8月20日には日本経済新聞の「春秋」でも後述の著書が紹介された。
2007年2月メディアファクトリーより、自らの生い立ちを含め、また新幹線パーサーという仕事を明かした「新幹線ガール」ISBN 9784840117821 を出版。テレビドラマ化もされている。